# Ḫannaḫanna

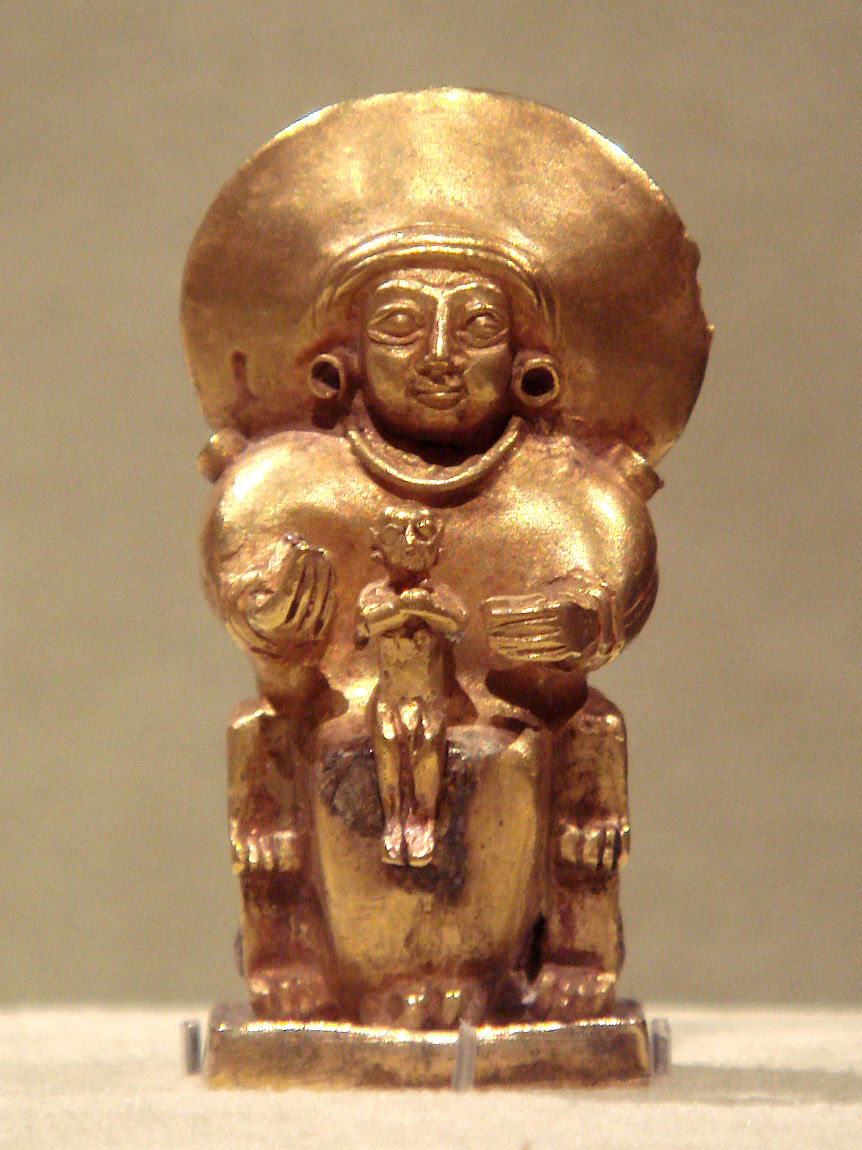
Hethitische Göttin mit Kind

Ḫannaḫanna ist eine hethitische Muttergöttin, die oft in hattischen Mythen auftaucht. Ihr Name bedeutet „Urgroßmutter“ (von hethitisch ḫanna- = Großmutter). Sie wurde mit der mesopotamischen Muttergöttin Dingirmaḫ gleichgesetzt.

## Aufgaben und Verehrung
Als Muttergöttin half Ḫannaḫanna auch bei der Geburt. Sie hatte einem Geburtshilferitual zufolge keinen eigenen Kultort, doch es hieß, dass sie stattdessen die Menschheit gewählt habe. Allerdings nahm sie im Kult des Karums Kaneš eine wichtige Position ein.

## Im Mythos
In einem fragmentarisch erhaltenen Mythos verspricht Ḫannaḫanna der Göttin Inara Land und einen Mann. Bei diesem Menschen könnte es sich um Ḫupašiya aus dem Illuyanka-Mythos handeln.
Im Mythos vom Verschwinden des Gottes Telipinu berät sie die anderen Götter, was zu tun sei, um den verschwundenen Gott wieder aufzuspüren. Sie schickt am Ende nach mehreren erfolglosen Versuchen ihren Hilfsgeist, die Biene, los, um den verschwundenen Telipinu zu finden, was der Biene auch gelingt. In einem anderen Mythos verschwindet sie selbst.
Im Mythos vom Raub der Sonne durch das Meer vermittelt die Muttergöttin zwischen Tarḫunna und dem Meeresgott bezüglich des Brautpreises für Ḫatepuna, die Tochter des Meeres, welche von dem Gott Telipinu im Zuge der Befreiung der Sonne geraubt wurde.
In einem weiteren  Mythos bestimmt Ḫannaḫanna, dass ein Armer, der der Sonne opfert, mit nur einem Schaf nicht so viel opfern muss wie ein reicher Mann (neun Schafe).

## Andere Großelterngottheiten
Ḫannaḫanna ist nicht die einzige Großelterngottheit im hethitischen Pantheon.
So gibt es den Großvatergott Ḫuḫḫa (hethitisch ḫuḫḫa- = Großvater), den Vater eines Wettergottes und Großvater eines weiteren Wettergottes.
Auch ist die Großmuttergöttin Ammamma (hethitisch amma- evtl. = Mutter) bekannt. Sie ist eine Göttin der Natur und Fruchtbarkeit.